# 塔河站
塔河站，位于中华人民共和国黑龙江省大兴安岭地区塔河县塔河镇，是富西铁路、塔韩铁路上的车站，是由哈尔滨局集团加格达奇车务段管辖的三等区段站，解编漠河、月牙湖发送的煤炭。塔河站房面积800平方米，其中候车室、售票厅、行包房面积分别为511平方米、117.3平方米和85.6平方米。站场设有15条股道，货场设有8条货物线:403。
建于随嫩林铁路建于1966年，1970年8月1日建成通车。1974年塔韩铁路开工，同时对本站进行扩建，1985年竣工；而塔韩铁路则于1987年1月1日通车。塔河铁路地区曾设有塔河内燃机务段、塔河车务段、塔河工务段、塔河电务段、塔河车辆段、塔河铁路医院等单位。其中塔河车务段前身塔河中心站于1970年4月15日成立，1979年11月与劲涛临管段合并，1984年改名为塔河车务段，后合并至加格达奇车务段:396。

## 車站周邊
- 塔河客运站
- 塔河县第四中学
- 塔河县中医医院
- 塔河县森林资源林政管理局
- 塔河县人民政府